# Glyptomorpha telugosa
Glyptomorpha telugosa är en stekelart som först beskrevs av Roy D. Shenefelt 1978.  Glyptomorpha telugosa ingår i släktet Glyptomorpha och familjen bracksteklar. Inga underarter finns listade i Catalogue of Life.